# 第26届中国电影金鸡奖
第26届中国电影金鸡奖是中国电影家协会為表彰2006年-2007年杰出华语片颁发的奖项。颁奖典礼于2007年10月27日在中国江苏省苏州市的苏州文化艺术中心举行。通过电影频道（CCTV-6）现场直播。主持人为倪萍，这是她第二次担任金鸡奖主持，本届金鸡奖提名名单已于2007年9月20日公布。

## 时间安排
| 时间（北京时间） | 活动                 |
| ---------------- | -------------------- |
| 2007年8月29日    | 提名奖初评           |
| 2007年9月20日    | 公布各奖项提名名单   |
| 2007年10月27日   | 第26届金鸡奖颁奖典礼 |

## 提名名单
| 最佳故事片 - 《云水谣》 - 《天狗》 - 《东京审判》 - 《我的长征》 - 《鸡犬不宁》 | 最佳导演 - 尹力－《云水谣》 - 戚健－《天狗》 - 张之亮－《墨攻》 - 高群书－《东京审判》 - 翟俊杰、王珈、杨 军－《我的长征》                                         |
| 最佳导演处女作 - 安澜－《夜袭》 - 尹丽川－《公园》 - 庄宇新－《爱情的牙齿》 - 邹亚林－《红棉袄》 - 和小江－《儿子同志》 - 扈耀之－《丛飞》                                                     | 最佳编剧 - 张思涛、唐灏、张弛、胡坤－《东京审判》 - 陈大明－《鸡犬不宁》 - 邹静之－《千里走单骑》 - 郑宏志－《天狗》 - 俞钟－《香巴拉信使》                        |
| 最佳男主角 - 富大龙－《天狗》饰 李天狗 - 刘松仁－《东京审判》饰 梅汝璈 - 刘佩琦－《五颗子弹》饰 老马 - 李易祥－《鸡犬不宁》饰 马三 - 邱林－《香巴拉信使》饰 王大河 - 陈坤－《云水谣》饰 陈秋水 | 最佳女主角 - 刘嘉玲－《好奇害死猫》饰 千羽 - 颜丙燕－《爱情的牙齿》饰 钱叶红 - 刘若英－《连环局》饰 何婉真 - 朱媛媛－《天狗》饰 桃花 - 李冰冰－《云水谣》饰 王金娣 |
| 最佳男配角 - 王霙－《我的长征》饰 毛泽东 - 牛犇－《两个人的教室》饰 赵老师 - 刘子枫－《天狗》饰 村长 - 邱林－《千里走单骑》饰 邱林 - 姜武－《五颗子弹》饰 胡志军                               | 最佳女配角 - 小香玉－《鸡犬不宁》饰 大红 - 宋佳－《好奇害死猫》饰 梁晓霞 - 周迅－《夜宴》饰 青女 - 莫文蔚－《老港正传》饰 陆敏                                     |
| 最佳数字电影 - 《棋王和他的儿子》 - 《男人上路》 - 《村官过大年》 - 《租期》 - 《啤酒花》 | 最佳美术片 - 《勇士》 - 《小兵张嘎》 - 《动物狂欢节》 |
| 最佳纪录片 - 《又见梅兰芳》 - 《不能忘却的长征》 | 最佳科教片 - 《圆明园》 - 《保护湿地生态屏障》 |
| 最佳儿童片 - 《宝葫芦的秘密》 - 《买买提的2008》 - 《寻找成龙》 - 《男生贾里新传》 | 最佳戏曲片 - 空缺 |
| 最佳摄影 - 《门》－曾念平 - 《云水谣》－王小列 - 《夜宴》－张黎 - 《千里走单骑》－赵小丁 - 《我的长征》－穆德远、姜力军、汪 洋                                                                 | 最佳美术 - 《墨攻》－易振洲 - 《我的长征》－马跃千、许峰 - 《夜宴》－叶锦添 - 《云水谣》－芦月林                                                                   |
| 最佳音乐 - 《香巴拉信使》－舒楠 - 《我的长征》－张千一 - 《云水谣》－邹野 - 《夜·明》－潘国醒、苏隽杰                                                                                          | 最佳录音 - 《云水谣》－ 郑春雨 - 《夜宴》－ 王丹戎 - 《东京审判》－ 刘林宗 - 《千里走单骑》－ 陶经 - 《我的长征》－ 张磊、万仲平、安韶峰                           |

## 开奖/颁奖嘉宾
- 最佳故事片：李连杰、梁朝伟 / 王晓棠、李行、王心刚、秦怡
- 最佳导演：刘若英、马可·穆勒 / 谢飞、侯孝贤
- 最佳导演处女作：王姬、朱时茂 / 文隽、唐季礼
- 最佳编剧：
- 最佳男主角：夏雨、舒淇 / 关锦鹏、李少红
- 最佳女主角：张震、陶红 / 于洋、刘晓庆
- 最佳男配角：董洁、郭晓冬 / 谢玲玲、杨在葆
- 最佳女配角：袁泉、李亚鹏 / 奚美娟、翟俊杰
- 最佳摄影：
- 最佳音乐：
- 最佳录音：
- 最佳美术：
- 最佳数字电影：潘粤明、龚蓓苾 / 卢奇、王苏娅
- 最佳儿童片：
- 最佳纪录片：
- 最佳科教片：
- 最佳美术片：
- 最佳戏曲片：
- 评委会特别奖：田华、陶泽如、王馥荔、许还山
- 终身成就奖：谢铁骊、邢志刚、赵实、谢晋

## 特别奖项
终身成就奖
- 张瑞芳（表演艺术家）
- 陆柱国（剧作家）

评委会特别奖
- 特别影片奖：《我的长征》